# East Wykeham
East Wykeham var en civil parish fram till 1987 när blev den en del av Ludford, i distriktet East Lindsey, i grevskapet Lincolnshire, i England. Civil parish var belägen 10 km från Louth och hade 21 invånare år 1971. Byar nämndes i Domedagsboken (Domesday Book) år 1086, och kallades då Wicham.